# كافنان (أنغلزي)
كافنان (بالإنجليزية: Cafnan, Mechell)‏ هي منطقة سكنية تقع في ويلز في أنغلزي.